# 1989 WQ1
1989 WQ1 är en asteroid i huvudbältet som upptäcktes den 25 november 1989 av de båda japanska astronomerna Seiji Ueda och Hiroshi Kaneda i Kushiro.